# Пауэрс, Ричард
Ричард Пауэрс (англ. Richard Powers, род. 18 июня 1957) — американский писатель, чьи произведения исследуют влияние современной науки и техники. Его роман «The Echo Maker» получил в 2006 году Национальную книжную премию в области художественной литературы. К 2018 году Пауэрс опубликовал 12 романов и преподает в Университете Иллинойса и Стэнфордском университете. Лауреат Пулитцеровской премии 2019 года за художественную книгу за роман «The Overstory».

## Биография
Пауэрс родился в Эванстоне, штат Иллинойс. Позже его семья переехала на запад, в Линкольнвуд, где его отец был директором местной школы. Когда Пауэрсу было 11 лет, семья переехала в Бангкок, где его отец устроился в Международную школу Бангкока, которую Пауэрс посещал на первом курсе, и окончил в 1972 году. За это время он развил навыки вокальной музыки и навыки игры на виолончели, гитаре, саксофоне и кларнете. Он также стал заядлым читателем, наслаждаясь, в первую очередь, документальной литературой и такими классическими произведениями, как «Илиада» и «Одиссея».
Семья вернулась в США, когда Пауэрсу было 16 лет. После окончания в 1975 году средней школы в Де-Калбе, штат Иллинойс, он поступил в Иллинойский университет в Урбане-Шампейне (UIUC) сперва на факультет физики, но, в течение первого семестра сменил на английскую литературу. Получил степень бакалавра в 1978 году и степень магистра искусств по литературе в 1980 году. Он решил не получать докторскую степень отчасти из-за своего отвращения к строгой специализации, а отчасти потому, что он заметил у аспирантов и их преподавателей отсутствие удовольствия от чтения и письма. (как показано в романе «Галатея 2.2»).
В 2010 и 2013 годах Пауэрс был Приглашённым писателем (Visiting Writer) в Стэнфордском университете, некотрое время помогал в лаборатории биохимика Аарона Стрейта.
Пауэрс получил стипендию Мак-Артура в 1989 году и литературную премию Ланнана в 1999 году.
22 августа 2013 года Стэнфордский университет объявил, что Пауэрс был назначен профессором Творческого письма Фила и Пенни Найт на Факультете английского языка.
Пауэрс изучил компьютерное программирование в Иллинойсе как пользователь PLATO и переехал в Бостон, чтобы работать программистом. Однажды в субботу 1980 года Пауэрс увидел фотографию 1914 года «Молодые фермеры» Августа Зандера в Музее изящных искусств в Бостоне и был так вдохновлён, что через два дня бросил работу, чтобы написать роман о людях на фотографии. За следующие два года Пауэрс написал книгу « Три фермера на пути к танцу», которую опубликовал Уильям Морроу в 1985 году. Роман состоит из трех чередующихся сюжетных линий: повесть о трех молодых людях на фотографии во время Первой мировой войны; редактор технологического журнала, который одержим фотографией; критические и исторические размышления автора о механике фотографии и жизни Генри Форда.
Пауэрс переехал в Нидерланды, где написал «Дилемму заключенного» о компании Уолта Диснея и ядерной войне. Затем он выпустил «Вариации золотого жука» о генетике, музыке и информатике.
В 1993 году Пауэрс написал роман «Operation Wandering Soul» об агонизирующем молодом педиатре. Роман стал финалистом Национальной книжной премии.
В 1995 году Пауэрс опубликовал современную интерпретацию истории Пигмалиона «Galatea 2.2» о неудачном эксперименте с искусственным интеллектом.
В 1998 году Пауэрс написал Gain о 150-летней химической компании и женщине, которая живёт недалеко от одного из её заводов и умирает от рака яичников. В 1999 году он выиграл приз Джеймса Фенимора Купера за лучшую историческую фантастику.
В 2003 году вышел роман «Время нашего пения», в котором речь идет о детях музыкантов межрасовой пары, которые познакомились на знаменитом концерте Мэриан Андерсон в 1939 году на ступенях Мемориала Линкольна.
Девятый роман Пауэрса, The Echo Maker 2006 года, повествует о человеке из Небраски, который получил травму головы в автокатастрофе, а затем приходит к выводу, что его сестра, ухаживающая за ним, — самозванка. Роман выиграл Национальную книжную премию и стал финалистом Пулитцеровской премии в области художественной литературы.
В 2014 году Пауэрс написал роман «Orfeo», о Питере Элсе, бывшем преподавателе музыкальной композиции и авангардном композиторе, которого ошибочно принимают за биотеррориста после того, как его обнаружили в импровизированной генетической лаборатории в его доме.
Роман «Overstory», опубликованный в апреле 2018 года, получил Пулитцеровскую премию 2019 года в области художественной литературы, вошел в шорт-лист Букеровской премии и занял второе место на Дейтонской литературной премии мира. В Гардиан отмечалось, что говорят, что главная героиня романа была инспирирована ведущим в мире лесным экологом С. Симард.

## Критика
«Прежде чем я понял как в литературе, превратить живых существ, я сделал это в коде», — говорит Пауэрс. «Наберите несколько строк кода и вы создадите организм». Его опыт программирования повлиял на большую часть его работ, в том числе на The Gold Bug Variations; Философ Дэниел Деннет отправил Пауэрсу письмо поклонника спустя восемь страниц после прочтения «Галатеи 2.2».
В своем эссе канадская писательница Маргарет Этвуд похвалила «Создателя эха» как «грандиозный роман — грандиозный по охвату, грандиозный по своим темам, великолепный по своим узорам».

## Награды и признание
- 1985 Rosenthal Award of American Academy and Institute of Arts and Letters
- 1985 PEN/Hemingway Special Citation
- 1989 MacArthur Fellowship
- 1991 Time Book of the Year
- 1993 Finalist, National Book Award
- 1996 Swanlund Professorship, University of Illinois
- 1998 Business Week Best Business Books of 1998
- 1998 Elected Fellow, American Academy of Arts and Sciences
- 1999 James Fenimore Cooper Prize, American Society of Historians
- 1999 Lannan Literary Award
- 2000 Vursell Award, American Academy and Institute of Arts and Letters
- 2000 Elected Fellow, Center for Advanced Study, University of Illinois
- 2001 Corrington Award for Literary Excellence, Centenary College
- 2001 Author of the Year, Illinois Association of Teachers of English
- 2003 Pushcart Prize
- 2003 Dos Passos Prize For Literature, Longwood University
- 2003 W. H. Smith Literary Award (Great Britain)
- 2004 Ambassador Book Award
- 2006 National Book Award for Fiction
- New York Times Notable Book, 2003, 2000, 1998, 1995, 1991
- Best Books of 2003: Chicago Tribune, Christian Science Monitor, St. Louis Post-Dispatch, Newsday, London Evening Standard, Time Out (London), San Jose Mercury News
- Finalist, National Book Critics Circle Award, 2003, 1995, 1991, 1985
- Finalist, Pulitzer Prize for Fiction, 2006
- 2010 Elected Member, American Academy of Arts and Letters
- 2014 Man Booker Prize (longlist)[17]
- 2014 California Book Awards Silver Medal Fiction winner for Orfeo[18]
- 2018 Man Booker Prize (shortlist)[19]
- 2019 Pulitzer Prize for Fiction
- 2019 PEN Oakland Josephine Miles Literary Award for The Overstory
- 2020 William Dean Howells Medal for The Overstory[20]